# Full Gear (2021)
Full Gear (2021) – gala wrestlingu wyprodukowana przez federację i dla zawodników All Elite Wrestling (AEW). Odbyła się 13 listopada 2021 w Target Center w Minneapolis w stanie Minnesota. Emisja była przeprowadzana na żywo przez serwis strumieniowy B/R Live w Ameryce Północnej i za pośrednictwem FITE TV na całym świecie oraz w systemie pay-per-view. Była to trzecia gala w chronologii cyklu Full Gear.
Na gali odbyło się dziesięć walk, w tym jedna podczas pre-show Buy In. W walce wieczoru, "Hangman" Adam Page pokonał Kenny’ego Omegę zdobywając AEW World Championship. W innych ważnych walkach, CM Punk pokonał Eddiego Kingstona, Bryan Danielson pokonał Miro poprzez techniczne poddanie w finale turnieju AEW World Championship Eliminator, oraz MJF pokonał Darby’ego Allina. Na gali w AEW zadebiutował Jay Lethal. Było to także ostatni występ Cody’ego Rhodesa na PPV od AEW, który był jednym z założycieli AEW w 2019 roku po tym jak opuścił federację trzy miesiące później.

## Produkcja
Full Gear oferowało walki profesjonalnego wrestlingu z udziałem wrestlerów należących do federacji All Elite Wrestling. Oskryptowane rywalizacje (storyline’y) kreowane są podczas cotygodniowych gal Dynamite, Rampage, Dark i AEW Dark: Elevation oraz podczas odcinków serii Being The Elite. Wrestlerzy są przedstawieni jako heele (negatywni, źli zawodnicy i najczęściej wrogowie publiki) i face’owie (pozytywni, dobrzy i najczęściej ulubieńcy publiki), którzy rywalizują pomiędzy sobą w seriach walk mających budować napięcie. Kulminacją rywalizacji jest walka wrestlerska lub ich seria.

### Rywalizacje
W październiku 2018 roku, przed powstaniem AEW, Adam Page dołączył do swoich przyjaciół Kenny Omegi i The Young Bucks (Matt Jackson i Nick Jackson), tworząc grupę znaną jako The Elite. W styczniu 2020 roku, Page i Omega wygrali AEW World Tag Team Championship, ale przegrali je później w tym samym roku. Podczas panowania tego tytułu pojawiły się oznaki niezgody, a po kilku miesiącach napięć w grupie, Page został usunięty z The Elite przez The Young Bucks 27 sierpnia 2020 roku na odcinku Dynamite, po tym, jak Page uniemożliwił im wygranie walki. Podczas gali Full Gear w 2020 roku, które odbyło się 7 listopada, Page zmierzył się z Omegą w finale turnieju, aby wyłonić pretendenta do AEW World Championship, a walkę wygrał Omega. Omega później zdobył mistrzostwo. Prawie rok później, 6 października 2021 roku na odcineku Dynamite, Page, wygrał Casino Ladder match, stając się pretendentem do AEW World Championship, który był nadal w posiadaniu Omegi. 16 października, na Full Gear zaplanowano walki o mistrzostwo.
8 października, AEW ogłosiło powrót turnieju AEW World Championship Eliminator; ośmioosobowy turniej w systemie pojedynczej eliminacji, którego punktem kulminacyjnym jest Full Gear, w którym zwycięzca otrzymuje przyszłą walkę o AEW World Championship. 16 października na odcinku Dynamite, Bryan Danielson, Orange Cassidy, Preston "10" Vance, Lance Archer, Jon Moxley, Eddie Kingston, Dustin Rhodes i Powerhouse Hobbs zostali ujawnieni jako uczestnicy turnieju. Jednak 2 listopada, Moxley został usunięty z turnieju po tym, jak przystąpił do programu rehabilitacji uzależnienia od alkoholu i został zastąpiony przez Miro.
Po przegranej z Bryanem Danielsonem 29 października w odcinku Rampage, rozwścieczony Eddie Kingston skonfrontował się z CM Punkiem podczas wywiadu na backstage’u. Na następnym odcinku Rampage, Kingston stwierdził, że chociaż Punk był jego "bohaterem", oskarżył go o to, że stał się "dwulicowy" i "narcystyczny", a Punk odpowiedział, że Kingston był "włóczęgą". Kingston wyzwał Punka na pojedynek na Full Gear, co zostało później potwierdzone.

## Wyniki walk
| Nr                                                                   | Wyniki | Stypulacje                                       | Czas  |
| -------------------------------------------------------------------- | --- | ------------------------------------------------ | ----- |
| 1P                                                                   | Hikaru Shida i Thunder Rosa pokonały Jamie Hayter i Nylę Rose (z Vickie Guerrero) | Tag team match                                   | 12:32 |
| 2                                                                    | MJF pokonał Darby’ego Allina | Singles match                                    | 22:01 |
| 3                                                                    | The Lucha Brothers (Penta El Zero Miedo i Rey Fénix) (c) (z Alexem Abrahantesem) pokonali FTR (Casha Wheelera i Daxa Harwooda) (z Tullym Blanchardem)                                                               | Tag team match o AEW World Tag Team Championship | 18:36 |
| 4                                                                    | Bryan Danielson pokonał Miro poprzez techniczne poddanie | Finał turnieju AEW World Championship Eliminator | 20:00 |
| 5                                                                    | Christian Cage i Jurassic Express (Jungle Boy i Luchasaurus) pokonali The Superkliq (Adama Cole’a i The Young Bucks (Matta Jacksona i Nicka Jacksona) (z Brandonem Cutlerem i Michaelem Nakazawą)                   | Falls Count Anywhere match                       | 22:20 |
| 6                                                                    | Cody Rhodes i Pac (z Arnem Andersonem) pokonali Malakaia Blacka i Andrade El Idolo (z Jose the Assistantem) | Tag team match                                   | 16:51 |
| 7                                                                    | Dr. Britt Baker, D.M.D. (c) (z Rebel i Jamie Hayter) pokonała Tay Conti | Singles match o AEW Women’s World Championship   | 15:24 |
| 8                                                                    | CM Punk pokonał Eddiego Kingstona | Singles match                                    | 11:08 |
| 9                                                                    | The Inner Circle (Chris Jericho, Jake Hager, Sammy Guevara, Santana i Ortiz) pokonali Men of the Year (Ethana Page’a i Scorpio Skya) i American Top Team (Juniora dos Santosa, Andreja Arłouskiego i Dana Lamberta) | Minneapolis Street Fight                         | 19:36 |
| 10                                                                   | "Hangman" Adam Page pokonał Kenny’ego Omegę (c) (z Donem Callisem) | Singles match o AEW World Championship           | 25:30 |
| (c) – mistrz/mistrzyni przed walkąP – walka miała miejsce w pre-show | |                                                  |       |

### Turniej AEW World Championship Eliminator
|  | Ćwierćfinały Rampage 22 października 2021 Dynamite (23 i 27 października 2021) | Ćwierćfinały Rampage 22 października 2021 Dynamite (23 i 27 października 2021) | Ćwierćfinały Rampage 22 października 2021 Dynamite (23 i 27 października 2021) |                 |                 | Półfinały Rampage 29 października 2021 Dynamite (3 listopada 2021) | Półfinały Rampage 29 października 2021 Dynamite (3 listopada 2021) | Półfinały Rampage 29 października 2021 Dynamite (3 listopada 2021) |  |  | Finał Full Gear | Finał Full Gear | Finał Full Gear |  |
|  |                                                                                |                                                                                |                                                                                |                 |                 |                                                                    |                                                                    |                                                                    |  |  |                 |                 |                 |  |
|  | Jon Moxley                                                                     | Jon Moxley                                                                     | Pin                                                                            |                 |                 |                                                                    |                                                                    |                                                                    |  |  |                 |                 |                 |  |
|  | Jon Moxley                                                                     | Jon Moxley                                                                     | Pin                                                                            |                 |                 |                                                                    |                                                                    |                                                                    |  |  |                 |                 |                 |  |
|  | Preston "10" Vance                                                             | Preston "10" Vance                                                             | 2:09                                                                           |                 |                 |                                                                    |                                                                    |                                                                    |  |  |                 |                 |                 |  |
|  | Preston "10" Vance                                                             | Preston "10" Vance                                                             | 2:09                                                                           |                 | Miro            | Miro                                                               | Sub                                                                |                                                                    |  |  |                 |                 |                 |  |
|  |                                                                                |                                                                                |                                                                                |                 | Miro            | Miro                                                               | Sub                                                                |                                                                    |  |  |                 |                 |                 |  |
|  |                                                                                |                                                                                | Orange Cassidy                                                                 | Orange Cassidy  | 7:27            |                                                                    |                                                                    |                                                                    |  |  |                 |                 |                 |  |
|  | Orange Cassidy                                                                 | Orange Cassidy                                                                 | Orange Cassidy                                                                 | Orange Cassidy  | 7:27            | Pin                                                                |                                                                    |                                                                    |  |  |                 |                 |                 |  |
|  | Orange Cassidy                                                                 | Orange Cassidy                                                                 |                                                                                |                 |                 |                                                                    |                                                                    |                                                                    |  |  |                 |                 |                 |  |
|  | Powerhouse Hobbs                                                               | Powerhouse Hobbs                                                               | 8:10                                                                           |                 |                 |                                                                    |                                                                    |                                                                    |  |  |                 |                 |                 |  |
|  | Powerhouse Hobbs                                                               | Powerhouse Hobbs                                                               | 8:10                                                                           |                 | Miro            | Miro                                                               | 20:06                                                              |                                                                    |  |  |                 |                 |                 |  |
|  |                                                                                |                                                                                |                                                                                |                 |                 |                                                                    |                                                                    |                                                                    |  |  |                 |                 |                 |  |
|  |                                                                                |                                                                                | Bryan Danielson                                                                | Bryan Danielson | KO              |                                                                    |                                                                    |                                                                    |  |  |                 |                 |                 |  |
|  | Bryan Danielson                                                                | Bryan Danielson                                                                | Bryan Danielson                                                                | Bryan Danielson | KO              | KO                                                                 |                                                                    |                                                                    |  |  |                 |                 |                 |  |
|  | Bryan Danielson                                                                | Bryan Danielson                                                                |                                                                                |                 |                 |                                                                    |                                                                    |                                                                    |  |  |                 |                 |                 |  |
|  | Dustin Rhodes                                                                  | Dustin Rhodes                                                                  | 14:45                                                                          |                 |                 |                                                                    |                                                                    |                                                                    |  |  |                 |                 |                 |  |
|  | Dustin Rhodes                                                                  | Dustin Rhodes                                                                  | 14:45                                                                          |                 | Bryan Danielson | Bryan Danielson                                                    | KO                                                                 |                                                                    |  |  |                 |                 |                 |  |
|  |                                                                                |                                                                                |                                                                                |                 | Bryan Danielson | Bryan Danielson                                                    | KO                                                                 |                                                                    |  |  |                 |                 |                 |  |
|  |                                                                                |                                                                                | Eddie Kingston                                                                 | Eddie Kingston  | 16:24           |                                                                    |                                                                    |                                                                    |  |  |                 |                 |                 |  |
|  | Eddie Kingston                                                                 | Eddie Kingston                                                                 | Eddie Kingston                                                                 | Eddie Kingston  | 16:24           | Pin                                                                |                                                                    |                                                                    |  |  |                 |                 |                 |  |
|  | Eddie Kingston                                                                 | Eddie Kingston                                                                 |                                                                                |                 |                 |                                                                    |                                                                    |                                                                    |  |  |                 |                 |                 |  |
|  | Lance Archer                                                                   | Lance Archer                                                                   | 7:31                                                                           |                 |                 |                                                                    |                                                                    |                                                                    |  |  |                 |                 |                 |  |